# Пассивное владение (лингвистика)
Пассивное владение — в лингвистике термин, обозначающий готовность человека воспринимать, с определёнными ограничениями, информацию на языке, который не является его (её) основным языком, при затруднении в создании информации или коммуникации на этом языке.

## Прикладная лингвистика
В прикладной лингвистике (лингводидактике) термин чаще всего относится к детям родителей, для которых родным языком был иной, чем язык окружения. Такие дети обычно общаются на языке окружения, который становится их основным языком общения; они всё ещё способны понимать речь на языке своих родителей, но сами используют этот язык с большими затруднениями либо вовсе не говорят на нём. Таким образом, «пассивность» является не объективным критерием уровня владения как такового, так как может проявляться на разных уровнях владения языком, а всего лишь показателем отсутствия стимулов к активному применению языка. По данной причине термин «пассивное владение» в англо-американской прикладной лингвистике используется редко и непопулярен. В практическом плане «пассивное владение» чаще всего соответствует уровню А1, так как более высокие уровни подразумевают всё более высокие требования к умению активно выразить свои мысли на данном языке.
В указанном смысле термин «пассивное владение» используется на постсоветском пространстве. В англоязычной прикладной лингвистике чаще используются термины latent bilingual, receptive speaker или эквивалентные.

## Переводоведение
В переводоведении термин обычно означает, что читатель текста на некотором языке достаточно знаком с грамматикой и базовым словарём языка, чтобы перевести текст, с некоторыми затруднениями, на свой собственный язык; однако обратный перевод вызывает существенные затруднения и обычно осуществляется с грубыми грамматическими и лексическими ошибками. Фактически подобная способность ограничена лишь несложными и однородными текстами, и по состоянию на 2020-е гг. почти полностью вытеснена машинным переводом.